# Société Nationale de Constructions Aéronautiques du Centre
A Société Nationale de Constructions Aéronautiques du Centre, também conhecida como Aérocentre, foi uma empresa francesa nascida da nacionalização em 1936 dos fabricantes de aeronaves. Foi formada pelo reagrupamento das fábricas Hanriot em Bourges e Arcueil, Farman em Boulogne-Billancourt e em 1945 a de Loire-Nieuport em Issy-les-Moulineaux.
Apesar disso, foi considerada pequena e foi integrada à SNCAN em junho de 1949.

## Histórico
Em meados da década de 1930, quando a Alemanha começou seu rearmamento no início da década, a França estava ficando para trás. Sua força aérea não pode competir com a Força Aérea alemã. Uma política de protótipos foi iniciada na França, mas os dispositivos produzidos não atendiam às especificações ambiciosas emitidas pelos serviços oficiais ou não podiam ser produzidos em massa com a rapidez necessária. Tanto que estes já estavam obsoletos ao entrar em serviço. Assim, quando a Frente Popular chegou ao poder em maio de 1936, decidiu nacionalizar dois terços da indústria aeronáutica para compensar a falta de produtividade dos fabricantes da época e racionalizar a produção2. Assim, pela lei de nacionalização de 11 de agosto de 1936, o governo francês reuniu as fábricas e escritórios de design de várias empresas privadas em seis empresas estatais (SNCASO, SNCASE, SNCAC, SNCAN, SNCAO, SNCAM). Criadas na qualidade de sociedades anónimas de economia mista em que o Estado detém dois terços das ações, são geridas por um conselho de administração, todos os membros nomeados pelo Estado e cujo presidente era Henri de l 'Escaille.

## Produtos
- SNCAC NC.130
- SNCAC NC.150
- SNCAC NC 211 Cormoran
- SNCAC NC.270
- SNCAC NC-290 - projeto abandonado de um avião de transporte quadrimotor (motores Nene) a jato.
- SNCAC NC.420
- Farman NC.470
- SNCAC NC.510
- SNCAC NC.530
- SNCAC NC-600
- SNCAC NC.701 Martinet
- SNCAC NC.702 Martinet
- SNCAC NC.800 Cab - projeto abandonado de um transporte leve bimotor
- NC.832 Chardonneret
- NC.840 Chardonneret
- NC.841 Chardonneret
- SNCAC NC.851
- SNCAC NC.853
- SNCAC NC.854
- SNCAC NC.855
- SNCAC NC.856
- SNCAC NC.900
- SNCAC NC.1070
- SNCAC NC.1071
- SNCAC NC 1080
- SNCAC NC.2001 Abeille
- SNCAC NC.3021 Belphégor